# CAMS 55
Le CAMS 55 est un hydravion militaire de l'entre-deux-guerres réalisé en 1929 en France par les Chantiers aéro-maritimes de la Seine (CAMS).

## Opérateurs
France
- Force maritime de l'aéronautique navale